# Худиња (Витање)
Худиња (словен. Hudinja) је насељено место у општини Витање, Савињска регија, Словенија.

## Историја
До територијалне реорганизације у Словенији била је у саставу старе општине Словенске Коњице.

## Становништво
У попису становништва из 2011. Худиња је имала 212 становника.
| Број становника према пописима | Број становника према пописима | Број становника према пописима |
| ------------------------------ | ------------------------------ | ------------------------------ |
| 1991                           | 2002                           | 2011                           |
| 271                            | 236                            | 212                            |

Напомена: Године 1952. повећано за насеље Раковец, које је укинуто. Године 1982 умањено за део насеља који је проглашен за ново самостално насеље Рогла (Зрече).